# Jüdischer Friedhof (Jindřichův Hradec)
Koordinaten: 49° 8′ 0,3″ N, 14° 59′ 45,1″ O

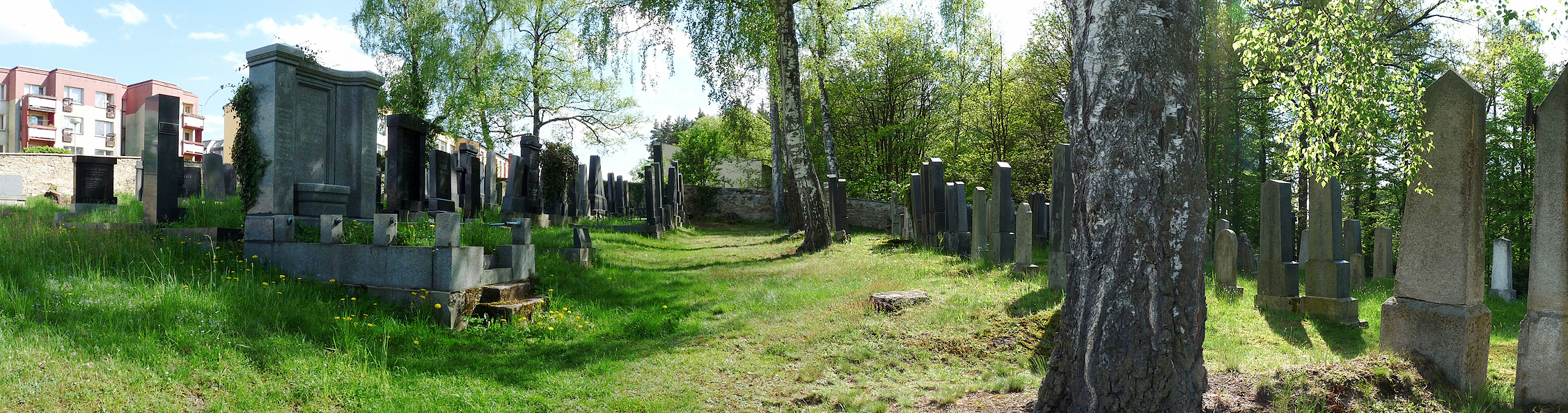
Der jüdische Friedhof in Jindřichův Hradec

Der Jüdische Friedhof Jindřichův Hradec ist ein Friedhof in Jindřichův Hradec (deutsch Neuhaus) im Okres Jindřichův Hradec in der Region Jihočeský kraj in Tschechien.
Der jüdische Friedhof soll im Jahr 1400 angelegt worden sein. In den folgenden Jahrhunderten wurde er erweitert. Im Jahr 1773 wurde er von einer Steinmauer umgeben. Der älteste Grabstein stammt aus dem Jahr 1714.